# 크리시 핏
크리시 핏(Chrissie Fit, 1984년 4월 3일 ~ )은 미국의 배우, 가수이다.

## 출연 작품
- 피치 퍼펙트 3 (2017)
- 피플 유 메이 노우 (2017)
- 틴 비치 무비 2 (2015)
- 피치 퍼펙트: 언프리티 걸즈 (2015)